# Sublimationsdruck (Physik)

Phasendiagramm eines „gewöhnlichen“ Stoffes und des Wassers

Der Sublimationsdruck ist der Druck, unter dem die Gasphase eines festen Stoffes steht, wenn Festkörper und Gas im thermodynamischen Gleichgewicht vorliegen. Dabei wird das Gas aus dem Festkörper durch Sublimation oder umgekehrt der Festkörper aus dem Gas durch Resublimation gebildet. Es ist zu beachten, dass der Stoff direkt in die Gasphase sublimiert oder sich umgekehrt aus der Gasphase verfestigt, ohne die flüssige Phase zu durchlaufen. Druck und Temperatur müssen dazu unterhalb des Tripelpunktes liegen, also auf der Phasengrenzlinie zwischen Gas und Feststoff, der sogenannten Sublimationsdruckkurve eines Phasendiagramms. Da diese nur einen Freiheitsgrad besitzt, sind Sublimationsdruck und Sublimationstemperatur voneinander abhängig, was die Clapeyron-Gleichung zum Ausdruck bringt. Der übergeordnete Begriff Sättigungsdampfdruck umfasst den Sublimationsdruck (fest/gasförmig) und den Siededruck (flüssig/gasförmig).
Dass der Sublimationsdruck immer niedriger als der Siededruck liegt, hat zum Beispiel die Konsequenz, dass Lebensmittel im Kühlschrank austrocknen und sich am Eisfach Reif bildet. Das Wasser verdunstet aus den Lebensmitteln mit einem höheren Siededruck und strömt dann zum kälteren Eisfach, wo sich durch Resublimation ein niedrigerer Sublimationsdruck einstellt.